# Потоцкий, Януш
Ян Потоцкий (1616/1618 — 1675) — государственный и военный деятель Речи Посполитой, польский магнат, дворянин королевский (1649), ротмистр королевский (1650), каштелян сондецкий и воевода брацлавский (1663—1675). Участник войн Речи Посполитой с украинскими казаками (1648—1654), со Швецией (1655—1660), Россией (1654—1667) и Турцией (1672—1676). Представитель польского магнатского рода Потоцких герба «Пилява».

## Биография
Младший сын воеводы брацлавского Стефана Потоцкого (ок.1568—1631) и Марии Амалии Могилянки (1591?—1638?). Старшие братья — Пётр и Павел Потоцкие.
После смерти своего отца Стефана в 1631 году Януш Потоцкий получил во владение Бучач, Золотой Поток и Барыш. Учился в школе имени Бартоломея Новодворского в Кракове. В 1638 году отправился в путешествие по Европе, в Брюсселе подружился с князем Богуславом Радзивиллом, познакомился с братьями Мареком и Яном Собескими.
В 1647 году Ян Потоцкий вернулся из-за границы домой. В январе 1649 года приговорил к смертной казни главаря золотопотоцких повстанцев (смертный приговор был публично исполнен в Золотопотоцком замке). В марте 1649 года на сеймике галицкая шляхта избрала его ротмистром поветовой хоругви, во главе которой участвовал в Зборовской битве. В октябре 1649 года галицкая шляхта приняла решение добиваться уменьшения наголов для Яна Потоцкого. В том же году стал дворянином королевским. В следующем 1650 году получил чин королевского ротмистра.
В 1651 году Ян Потоцкий участвовал в битве с восставшими казаками под Берестечком, на Волыни. С января 1652 года до конца жизни командовал коронной хоругвью, во главе которой осенью 1653 года участвовал в боях под Жванцем, находясь в полку под командованием Станислава «Реверы» Потоцкого. 24 ноября 1654 года в лагере под Жванцем получил во владение от польского короля Яна II Казимира Вазы королевские имения Братковцы, Гриновцы, Королевское Поле, Назавизов в Тлумацком старостве. Ему принадлежали также имения Гадинковцы м Оришковцы в Теребовольском старостве.
В 1654 году Ян Потоцкий вместе со старшим братом Павлом приказал четвертовать в Бучаче польского шляхтича Самуила Весоловского, останки его тела были брошены на съедение собакам.
В сентябре 1655 года Ян Потоцкий участвовал в боях с русско-казацкой армией, в битве под Городком был захвачен в московский плен, из которого его освободил двоюродный племянник, воевода брацлавский Пётр Потоцкий (ум. 1657).
В 1656 году участвовал в трехдневной битве со шведами под Варшавой, в 1657 году — в преследовании отстпающей армии трансильванского князя Дьёрдя Ракоци, где принимал участие в битвах под Меджибожем и Чёрным Островом. В 1658 году Ян Потоцкий попал в молдавский плен, преследуя противника на чужой территории. В сентябре того же года участвовал в работе галицкого сеймика.
В 1663 году Ян Потоцкий получил от короля Яна II Казимира Вазы должности воеводы брацлавского и каштеляна сондецкого. Так как длительное время Брацлавское воеводство находилось под контролем украинских казаков и турок-османов, то должность Я. Потоцкого была в значительной степини титулярной.
В 1669 году Ян Потоцкий на съезде во Львове поддержал кандидатуру пфальцского курфюрста Филиппа Вильгельма Нойбургского. В 1670 году стал резидентом польского короля Михаила Корибута Вишневецкого. По поручению короля обязался обеспечивать провиантом крепости Каменец-Подольский.
В начале польско-турецкой войны (1672—1676) воевода брацлавский Ян Потоцкий организовал оборону подконтрольных ему владений, переправив своих жену и детей из Золотопотоцкого замка в Бучачский замок. 15 сентября 1672 года Ян Потоцкий прибыл в ставку гетмана великого коронного Яна Собеского с просьбой помочь освободить свою семью из Бучача, осажденной турками и татарами. Ян Собеский предложил Яну Потоцкому передать письмо крымскому хану и турецкому визирю, предоставив конвой для охраны, но последний отказался. Во время штурма и взятия турецкой армией Бучача Ян Потоцкий отсутствовал. В октябре того же 1672 года возглавлял разведывательный отряд в составе польской армии. Входил в состав военного совета, который 8 апреля 1673 года утвердил польскую оборонительную программу. Добился от польского короля укрепления пограничных замков, в том числе и Бучача. 29 октября 1673 года присутствовал на аудиенции у Яна Собеского в селе Незвиско.
В 1674 году воевода брацлавский Ян Потоцкий участвовал в разгроме Яном Собеским турецкой армии в битве под Хотином. 25 ноября получил приказ блокировать каменецкую крепость, которая продолжалась до конца января 1674 года, делал неудачные попытки отбить у турок крепость. 16 января 1674 года под стенами крепости командовал отрядом в бою с турками. 19 — 21 мая 1674 года участвовал в избрании Яна Собеского на польский королевский престол. После разрушения турецкой армией под командованием Ибрагима Шайтана в 1676 году частично отстроил замок в Бучаче.
Был ревностным католиком, достаточно нетерпеливо относился к представителям других христианских конфессий, в частности, к православным. В 1652 году отдал православный василианский монастырь Святой Троицы в Бучаче, католическому монашескому ордену доминиканцев.
Скончался в апреле-мае 1675 года. [источник?]

## Семья
Был дважды женат. Его первой женой стала Тереза Цетнер, дочь каштеляна галицкого Александра Цетнера, владетеля Подкамня. Дети:
- Доминик Потоцкий (ум. 1685), каноник виленский
- Стефан Потоцкий (1651/1652 — 1726/1727), воевода белзский
- Тереза Потоцкая, 1-й муж воевода поморский Ян Гнинский, 2-й муж Томаш Юзеф Замойский (1678—1725), ординат замойский, староста плоскировский и гродецкий

В 1667 году вторично женился на Урсуле Данилович, дочери кравчего великого коронного Петра Даниловича (1598—1645), от брака с которой детей не имел.